# Ariel Atom
La Ariel Atom è un'automobile ad alte prestazioni costruita dalla britannica Ariel Motor Company a partire dal 2000. Da allora si sono succedute quattro generazioni e diverse varianti del modello base.

## Il contesto
La particolarità di questa vettura è l'assenza di carrozzeria: niente porte, finestrini, tetto e parti di un'automobile normale, quindi è una "barchetta" senza lamiere di copertura.
Ogni esemplare è assemblato da una singola persona che la firma una volta completata e giudicata idonea. 
La vettura ha diverse motorizzazioni, secondo il modello. La potenza e un peso irrisorio permettono alla Atom di avere un rapporto peso/potenza assai basso.
Il veicolo accelera da 0 a 100 km/h in 2,7 secondi e raggiunge i 240 km/h di velocità massima.

## Ariel Atom 1
La prima versione uscì nel 2000, con un motore Rover Serie K di 1.8 L che in configurazione base dava 120 CV, ma è disponibile anche con potenze di 140, 165 e 190 CV. Il cambio è manuale a 5 velocità.

## Ariel Atom 2
Nel 2003 la Atom fu aggiornata. La modifica principale riguardava il motore, un Honda K20A da 2.0 L derivato dalla Civic, in due varianti: 160 o 220 CV. Anche la trasmissione era Honda, a 6 rapporti. L'anno seguente debuttò la Atom Supercharged con compressore volumetrico Jackson Racing da 275 CV. Ulteriori evoluzioni nel 2005 incrementarono delle prestazioni: l'aspirata arrivava a 245 CV e la Supercharged a 300 CV.
Per il mercato nordamericano fu prodotta una versione assemblata dall'azienda Brammo (in Oregon) su licenza Ariel. Questi modelli avevano motori General Motors da 2.0 L di derivazione Chevrolet Cobalt SS Supercharged, con potenze variabili da 205 a 300 CV, e cambio manuale a 5 rapporti.

## Ariel Atom 3
La terza generazione, del 2007, aveva il telaio riprogettato e un nuovo motore Honda K20Z con relativa trasmissione, della Civic Type R. La potenza rimase 245 CV per l'aspirata e 300 CV per la Supercharged.
Dopo la chiusura con Brammo, dal 2008 le Ariel nordamericane furono assemblate da TMI Autotech in Virginia, dotate di meccaniche europee. Nel 2014 fu presentata la Atom 3S, con motore Honda K24Z da 2.4 L turbocompresso da 365 CV. Nel 2018 uscì la Atom 3RS con propulsore elaborato fino a 425 CV.

### Ariel Atom 3.5
Nel 2012 fu introdotta la versione 3.5 della Atom "europea". Sospensioni e telaio furono irrigiditi per migliorare la maneggevolezza, mentre rimasero disponibili gli Honda K20Z dalle potenze di 245 CV (aspirato) e 310 CV (supercharged). Questa versione aveva una nuova strumentazione digitale, nuovi gruppi ottici a LED e diverse modifiche alla carrozzeria.
Nel 2014 esordì la Atom 3.5R, con motore da 350 CV, cambio sequenziale Sadev e peso ridotto a 550 kg.

## Ariel Atom 4
Presentata nel 2018, la quarta generazione aveva numerose migliorie a telaio e aerodinamica, ma il cambiamento maggiore riguardò il motore, un Honda K20C 2.0 litri turbocompresso a iniezione diretta da 320 CV.

## Versioni speciali

### Ariel Atom 500
Nel febbraio 2008 fu annunciata l'estrema Atom 500. Motore V8 da 3 litri, formato da due motori 4 cilindri della moto Suzuki Hayabusa, montati sullo stesso basamento; il limitatore di giri è a 10300 rpm. Il propulsore dava 500 CV. Il peso di 550 kg, arrivava ad un rapporto peso/potenza di 1,1 kg per cavallo. L'accelerazione da 0 a 100 km/h avviene in 2,3 secondi, la velocità massima è di 320 km/h. Sulla pista di Top Gear, l'auto ha segnato 1.15,1. Solo 25 esemplari prodotti.

### Ariel Atom Mugen
Nel 2011, per commemorare i dieci anni di produzione della vettura, la Ariel realizzò una versione speciale della Atom in collaborazione con la Mugen Honda. Costruita in dieci esemplari, la vettura era dotata di una livrea speciale e di un propulsore Honda K20Z Type R da 270 CV con 255 N⋅m di coppia, accelerazione da 0 a 100 km/h in 2,9 secondi, velocità massima di 241 km/h.L'impianto frenante era a quattro freni a disco ventilati Alcon, gomme Yokohama AO48. Le informazioni per la gestione erano visualizzate su schermo LCD incassato nel cruscotto in fibra di carbonio.

## Impiego in polizia
Nel 2014 la polizia della contea britannica del Somerset ha ricevuto una Ariel Atom denominata PL1. Adottata per gli inseguimenti ad alta velocità, la vettura presentava le dotazioni specifiche di una volante della polizia, ma la meccanica di base rimaneva invariata.